# Prosopis africana
Espèce
Synonymes
- Coulteria africana Guill. & Perr.[1] [2]
- Prosopis lanceolata Benth.[1]
- Prosopis oblonga Benth.[1] [2]

Prosopis africana est une espèce de plantes à fleurs du genre Prosopis et de la famille des Fabacées. C'est un arbre présent en Afrique intertropicale jusqu'au Sahel.

## Synonymes
Ses noms communs incluent le mesquite africain, l'arbre de fer (car il résiste aux termites et au feu), le gele (en Malinke) ou l'arbre somb.

## Utilisation
On utilise son bois pour fabriquer le djembé traditionnel.
Des graines de P. africana sont utilisées au Nigéria pour préparer des produits fermentés appelés daddawa, kpaye  ou okpeye, utilisés comme condiments alimentaires. Plusieurs espèces de bactéries, en particulier Bacillus subtilis , Bacillus licheniformis , Bacillus megaterium , Staphylococcus epidermidis et Micrococcus spp, se sont révélées être les organismes les plus activement impliqués dans la production d'okpiye.  Le séquençage des gènes d'ARNr 16S de souches sélectionnées représentatives des principaux clusters a révélé que les souches de Bacillus associées à la fermentation okpehe étaient B. subtilis , B. amyloliquefaciens , B. cereus et B. licheniformis (par ordre décroissant d'incidence). La présence de gènes d'entérotoxine dans toutes les souches de B. cereus a été démontrée par PCR multiplexe. L'incidence élevée de détection (20%) de souches de B. cereus potentiellement pathogènes qui contenaient des gènes d'entérotoxine a indiqué que ces aliments fermentés pouvaient constituer un risque pour la santé.
Les graines produisent également une gomme.
La plante produit les alcaloïdes prosopine et prosopinine .

## Symbolique
Dans le mythe de la création Sérère, c'est l'un des arbres sacrés qui a grandi non seulement en premier mais aussi dans le marais primordial sur Terre.